# Ligne de tramway 5 (SNCV Groupe de Tournai)
Pour les articles homonymes, voir Ligne 5.
La ligne 5 est une ancienne ligne de tramway du Groupe de Tournai de la Société nationale des chemins de fer vicinaux (SNCV) qui a fonctionné entre le 31 décembre 1932 et le 19 mai 1940.

## Histoire

### Tournai Station-État - Grand-Place
La ligne est mise en service en traction électrique le 31 décembre 1932 entre la gare de Tournai et la Grand-Place. C'est la seconde ligne urbaine mise en service à Tournai après la ligne 401B Kain Station - Tournai Grand-Place mise en service en septembre. Elles empruntent toutes deux la nouvelle section entre la rue Royale (carrefour avec la rue du Becquerelle) et la Grand-Place par le pont Notre-Dame, la place des Accacias (Paul-Émile Janson) et le beffroi mise en service à cette date (capital 95). Depuis le beffroi, la ligne 401 continue par une nouvelle section vers le Cimetière du Sud tandis que la seconde a son terminus sur la Grand-Place en empruntant depuis le beffroi un raccordement avec la ligne 404A Tournai Station-État - Hertain Frontière. Les deux lignes urbaines sont exploitées à la demi-heure avec un passage toutes les quinze minutes entre la gare et la Grand-Place par le pont Notre-Dame,.

### Tournai Station-État - Orcq Village
Le 5 février 1933, la ligne se voit attribuer l'indice O et est prolongée de la Grand-Place de Tournai à Orcq Village par les voies de la ligne 404A.

### Tournai Tir National - Rumillies Verte Feuille
Le 9 janvier 1934, à l'occasion de l'électrification de la ligne 409 Tournai Station-État - Rumillies Terminus qui devient ligne R, la ligne O est prolongée jusqu'à Rumillies Verte Feuille par les voies de cette ligne. Le 4 février de la même année, le terminus est ramené d'Orcq Village au Tir National à Tournai .
En 1936, la ligne se voit attribuer l'indice 5.

### Suppression

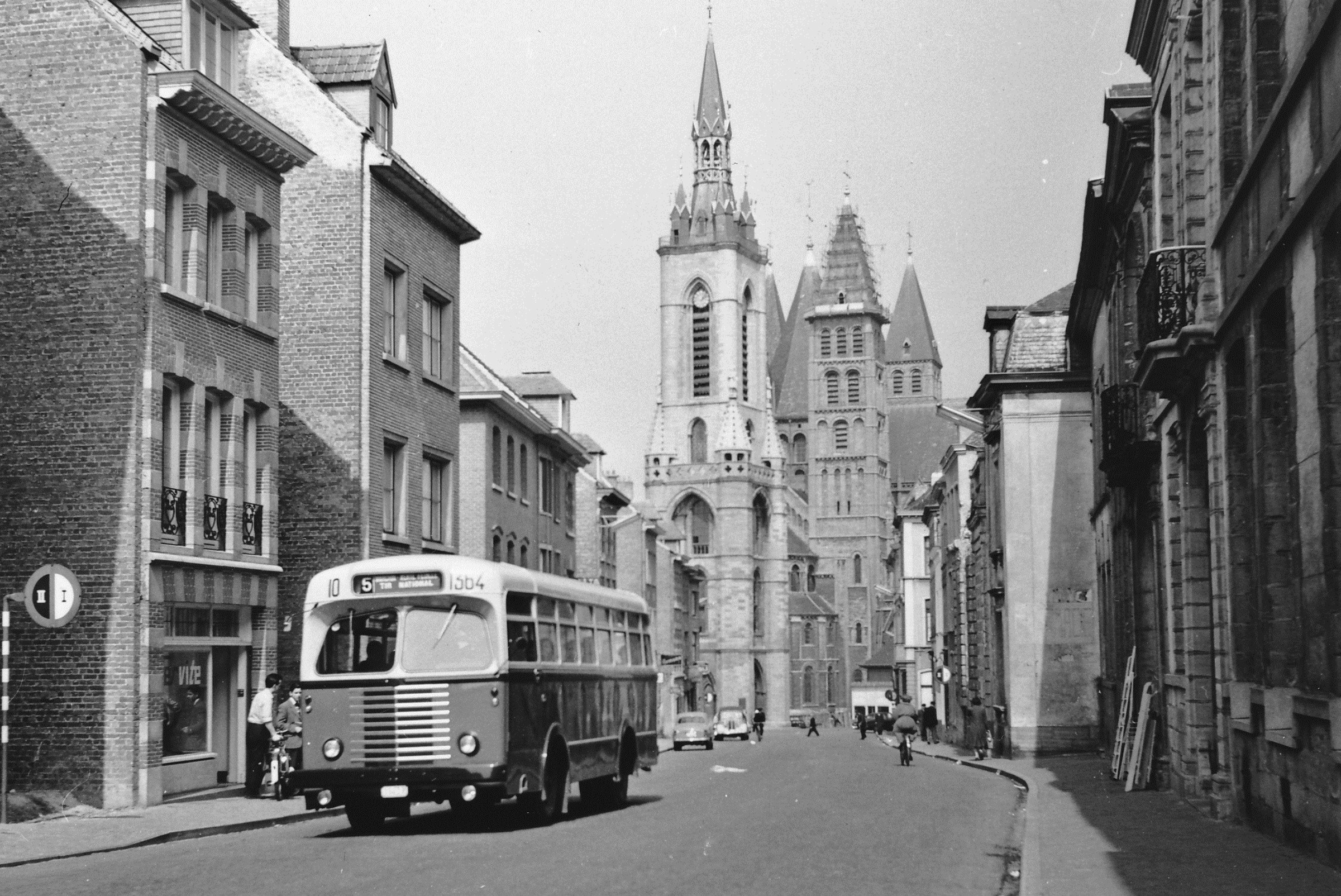
Autobus Chevrolet GT30/Jonckheere sur la ligne 5, rue Saint-Martin à Tournai.

La destruction le 19 mai 1940 du pont Notre-Dame entraine la suppression des deux lignes urbaines 3 et 5 et l'abandon des sections Tournai Rue Royale (carrefour avec la rue du Becquerelle) - Cimetière du Sud et  Tournai Grand-Place - Porte de Lille. Il faut attendre le 1er mai 1954 pour qu'une ligne d'autobus soit mise en service en remplacement du tramway dont elle reprend l'indice.

## Infrastructure

### Dépôts et stations
Autres dépôts utilisés par la ligne situés sur le reste du réseau ou des lignes connexes : Tournai.

## Exploitation

### Horaires
Tableaux :
- 404B en 1933, numéro et tableau partagés avec la ligne H (404A) Tournai Station-État - Hertain Frontière [5].